# Upiga virescens
Upiga virescens là một loài bướm đêm trong họ Crambidae. Chúng thường được tìm thấy ở Bắc Mỹ, như ở Arizona và California.